# Bubutan (Purwodadi)
Bubutan is een bestuurslaag in het regentschap Purworejo van de provincie Midden-Java, Indonesië. Bubutan telt 1048 inwoners (volkstelling 2010).